# 细穗玄参
细穗玄参（学名：Scrofella chinensis），为玄参科细穗玄参属下的一个植物种。